# Anton Jasusch
Anton Jasusch o Jaszusch (Košice, 25 aprile 1882 – Košice, 3 luglio 1965) è stato un pittore slovacco.
La sua attività di oltre mezzo secolo è una delle massime espressioni artistiche dell'arte moderna del XX secolo in Slovacchia. Anton Jasusch creò un proprio linguaggio presentando le sue visioni in un'espressione pittorica particolarmente comprensibile, che consisteva in elementi secessionisti, attingendo principalmente al decorativismo delle superfici e a reminiscenze della pittura plenerista e impressionista.

## Biografia
Figlio di Anton Jasusch e di Rozália, nata Murínova. Fu battezzato con il nome di Antal Árpád Jaszusch. Dal 1904 frequentò l'Accademia di belle arti di Budapest (sotto la guida di Ede Balló), poi dal  1906 l'Accademia delle belle arti di Monaco di Baviera, e dal 1907 l'Académie Julian di Parigi. Visse a Košice dal 1908 al 1914. Durante la prima guerra mondiale fu al fronte dal 1914 al 1916 e dal 1916-1920 prigioniero in Russia. Dal 1920 tornò a vivere a Košice. La sua vita privata e professionale furono profondamente segnate dalle esperienze vissute sul fronte, successivamente dalla cattura sul fronte russo e dal ritorno in patria attraversando l'Estremo Oriente, l'India e Suez.
Fuori dal mondo accademico trovò la sua istruzione artistica nelle opere dei pittori ungheresi Károly Ferenczy e József Rippl-Rónai. Il successivo viaggio lo portò a Monaco di Baviera, alla scuola privata di Anton Ažbe, dove familiarizzò con il simbolismo e l'espressionismo. Tuttavia, non assistette all'inaugurazione della mostra né prese parte alla fondazione del gruppo Der Blaue Reiter. La disinformazione e la mancanza di orientamento, ma soprattutto la barriera del linguaggio, impedirono a Jasusch di cogliere le novità di Parigi. Dopo essere tornato a Košice nel 1908, applicò la sua esperienza studentesca, abbandonando il suo fascino iniziale per Rippl-Rónai. L'ambiente convenzionale di Košice almeno temporaneamente radicò il giovane modernista in un cliché della tradizionale plein air. In questo periodo l'interesse principale del pittore era rivolto a problemi puramente artistici, in particolare al rapporto tra superficie e linea, nonché alla ricerca di un colore insolito, non naturale, nella pittura.
Gli anni 1920-1924 costituiscono il culmine del suo lavoro, quando elaborò in modo originale motivi dell'Art Nouveau, dell'espressionismo e del futurismo. In questi anni creò una serie completa di immagini tematiche riguardanti le questioni esistenziali dell'uomo, il significato della vita e il posto dell'uomo sulla terra e nel cosmo, nonché la natura e la missione etica dell'uomo. All'inizio degli anni 1930, ritornò sullo stesso tema, con una minore espressività ideologica e con una diversità di stile e nel modo di dipingere.
Dal successivo lavoro qualitativamente variabile di Anton Jasusch, c'è un periodo notevole a cavallo degli anni 1920 e 1930, quando creò una straordinaria collezione di dipinti con un motivo metaforico di maschere, in varie forme.
Sposò il 7 dicembre 1933 Helena Straholová.
L'ultima evoluzione del suo lavoro avvenne dopo le mostre dell'autore nel 1958 a Košice e nel 1962 a Bratislava. Il senso del ritmo e della composizione di Jasusch trovò la sua applicazione, ma anche il suo senso del decorativismo, del colore e della monumentalizzazione artistica.
Nell'ultima fase del lavoro di Jasusch, si trova una serie di pastelli, in cui ricorre un'espressione artistica più intima e una nozione interiore di singole composizioni e temi. Sono stati creati numerosi pastelli eccellenti, colorati e bianchi, per lo più su carta nera. I temi della famiglia, della maternità, nonché della musica e dei musicisti compaiono in armoniosa composizione.
La sua pittura a Košice ebbe un corso qualitativo discendente: raggiunse il suo apice subito dopo essere arrivato a Košice (Rozhovor, 1908; Na poli, 1908). Nei dipinti con il tema del lavoro contadino, dichiarava chiaramente una composizione pittorica senza compromessi, con influssi secessionistici. Con regolarità puntinistica, disponeva aree colorate in strisce continue, creando un sottotesto simbolico della composizione.
I primi lavori di Jasusch sono conservati solo in modo frammentario. Uno dei suoi misteri è l'esistenza di diverse opere del periodo immediatamente precedente la guerra mondiale (Starci, 1913-14; Krajina so stromom, 1913-14). In contrasto con il plein air dei Tatra, queste composizioni eccellono per il simbolismo del colore, per la composizione vorticosa del disegno e preludono in modo abbastanza evidente al linguaggio dei suoi capolavori dei primi anni '20.

## Opere
- Kolobeh života ("Il ciclo della vita"), 1922 - 1924, 268 x 290 cm[2]
- Zimná krajina - potok na Bankove II ("Paesaggio invernale - ruscello a Bankov II") (tela, 70x100cm)
- Jesenná krajina - potok na Bankove I ("Paesaggio autunnale - ruscello a Bankov I") (tela, 70x100cm)
- Búrlivá krajina s potokom ("Paesaggio tempestoso con ruscello") (olio su compensato, 61x77cm, 1912-1914)
- Na dvore ("Nel cortile"),
- Krajina s topoľmi ("Paesaggio con pioppi")
- Narodenie ("Nazionalità")
- Zber úrody ("Raccolto")
- Jesenná krajina ("Paesaggio autunnale")
- Zimná krajina ("Paesaggio invernale")
- Predavačka ("Commessa")
- Na prechádzke ("A passeggio")
- Môj lesík ("Il mio boschetto")
- Lesík ("Boschetto")
- Jesenný les ("Bosco in autunno")
- Potok v lese ("Ruscello nel bosco")
- Leto ("Estate")
- Jar v Tatrách ("Primavera sui Tatra")
- Pohľad na Tatry ("Veduta sui Tatra")
- Letná krajina ("Paesaggio estivo")
- Bankov
- Príšera vojny ("Un mostro di guerra") (olio, 143x170cm, 1922)

## Mostre retrospettive
- 2007 Anton Jasusch - Galéria mesta Bratislavy
- 2007 Anton Jasusch - Východoslovenská galéria, Košice
- 2011 Anton Jasusch - Múzeum Vojtecha Lofflera
- 2015 Magické kúzlo farby - Východoslovenské múzeum v Košiciach